# 천안 유관순 열사 유적
천안 유관순 열사 유적(天安 柳寬順 烈士 遺蹟)은 대한민국 충청남도 천안시 동남구 병천면 탑원리에 위치하고 있다. 1972년 10월 14일 국가에서 사적지로 지정하였다.
생가 넓이는 약 66m2, 봉화지 개수는 1식이며, 사적 넓이는 2.45m2, 봉화지 개수는 1,600식이나 된다. 이곳은 유관순 열사가 태어나고 자란 곳이다. 1919년 3월 1일 3·1 운동이 일어나자 이화학당 학생들과 서울에서 시위에 참가하였고, 일본인들이 휴교령을 내리자 같은 해 3월 13일 고향인 병천으로 내려와 마을 사람들에게 서울의 3·1운동 상황을 설명하고 함께 궐기할 것을 설득했다. 4월 1일(음력 3월 1일) 아우내 장날을 기하여 만세운동의 횃불을 올렸던 곳이다.
이 생가는 1919년 아우내장터 만세운동 때 유관순을 체포하였던 일경(日警)들에 의해 방화되어서 터만 남아있었다가 1991년 12월에 천안시에서 당시 생가 원형을 참조하여 그대로 복원하였다. 생가 옆에는 유관순이 당시 다녔던 매봉교회가 있으며 이 곳도 한때 일경들의 방화로 소실되었다가 복원되었다.
천안시에서는 유관순의 애국 정신을 길이 추모하고 3·1운동의 정신을 널리 알리기 위해 1972년에 사당을 세우고 열사의 초상을 모셨다. 봉화대와 봉화탑을 건립하여 매년 3월 마지막 날에 봉화를 올림으로써 그 날을 기념하고 있다.

## 참고 자료
- 《문화재해설》, 충청남도, 1990년
- 《문화재대관》, 충청남도, 1996년
- 《천안시지》, 천안시, 1997년
- 《충청남도지정문화재해설집》, 충청남도, 2001년

## 참고 문헌
- 천안 유관순 열사 유적 - 국가유산청 국가유산포털
- 이 문서에는 다음커뮤니케이션(현 카카오)에서 GFDL 또는 CC-SA 라이선스로 배포한 글로벌 세계대백과사전의 내용을 기초로 작성된 글이 포함되어 있습니다.